# Ramón de Cala
Ramón de Cala y Barea fue un abogado, senador, poeta, obrero del ferrocarril y revolucionario, que nació en Jerez de la Frontera, el 29 de enero de 1827, y falleció en la misma ciudad el 12 de julio de 1902. Organizador del Partido Republicano en Jerez y su comarca. Presidente de la Junta Revolucionaria de Jerez en 1868. Síndico del Ayuntamiento de Jerez de la Frontera. Senador por la provincia de Gerona en 1872-1873.
Fue una de las figuras más destacadas del Federalismo en España.

## Vida
Ramón de Cala nació en el seno de una familia aristocrática jerezana y curso la carrera de Derecho aunque no la terminó.
Después del intento de revolución de 1866 huyó a Francia y volvió para ayudar a preparar la de 1868. Detenido y encarcelado en Jerez el 17 de septiembre de 1868, fue liberado al día siguiente cuando Jerez fue tomada por los sublevados.
Fue elegido diputado por el distrito de Jerez de la Frontera en las elecciones del 10 de mayo de 1873, fue vicepresidente del Congreso en las Cortes republicanas, donde presentó con Eduardo Benot y Francisco Díaz Quintero un proyecto de constitución federal de la república alternativo al de la comisión constitucional, que no llegó a debatirse. Fue director del periódico La Igualdad, y miembro de la redacción de El Combate, dirigido por el jerezano José Paúl y Angulo. Al final de su vida, conoció la miseria, trabajó como peón en la construcción de una línea de ferrocarril y murió en Jerez, en un hospital de caridad.
Recogió para la comisión obrera el diseño de falansterio que realizó Joaquín de Abreu y Orta para Tempul.

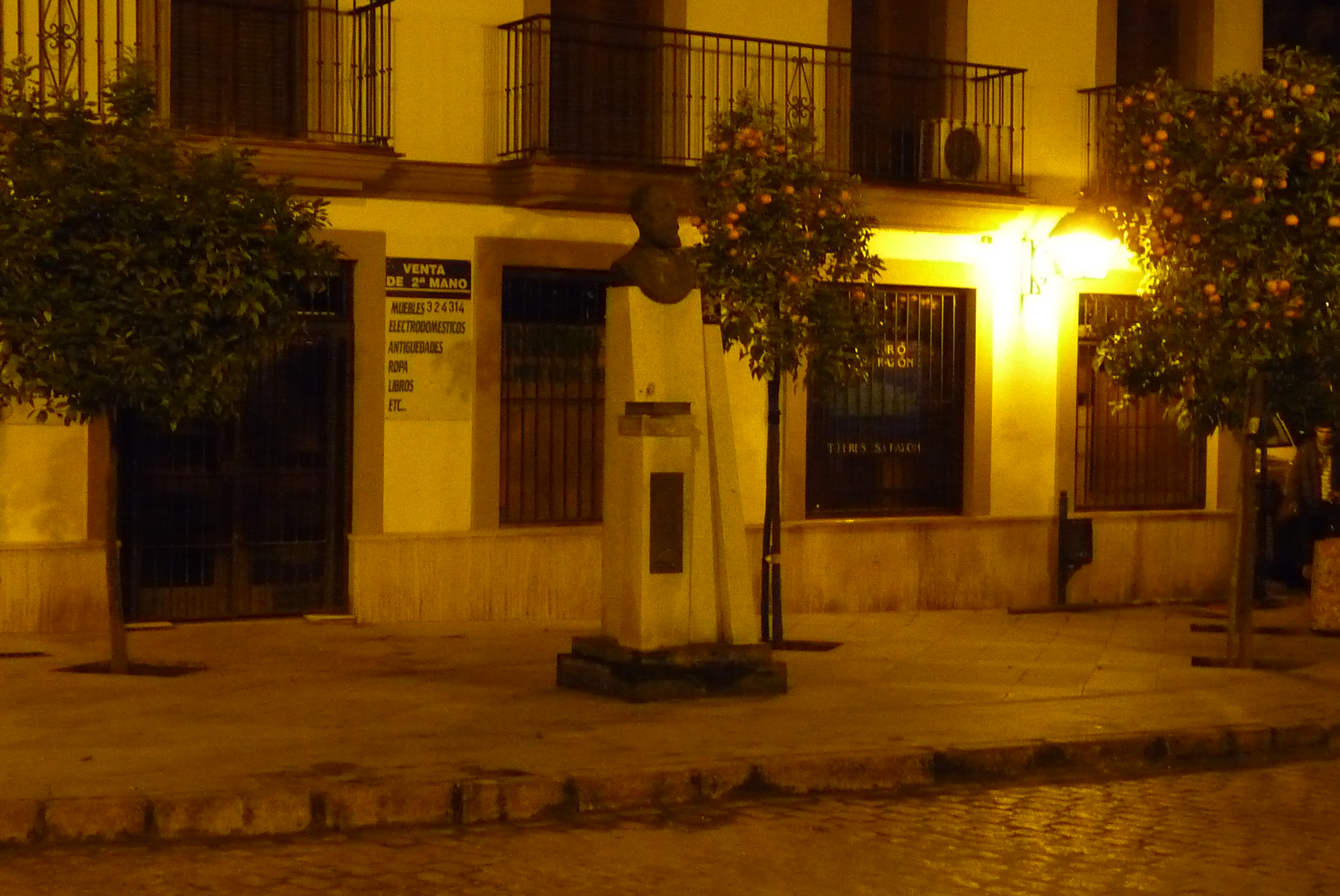
Monumento

## Obra
- "Los comuneros de París: historia de la Revolución Federal de Francia en 1871" (Madrid, 1872): Su obra más importante. En ella relata los avatares, que él mismo vivió, de la Comuna de París , y los primeros debates entre los distintos socialismos, dentro de la Asociación Internacional del Trabajo.[8][9]
- "El problema de la miseria resuelto por la harmonía [sic] de los intereses humanos."(Madrid, 1884): Estudio en el que se aborda la cuestión social.[8] En el 2002 el Ayuntamiento de Jerez publicó un facsímil de esta obra con varios estudios preliminares.
- "Sucinto proceso de las elecciones de febrero en la circunscripción de Jerez de la Frontera", 1891

## Reconocimientos

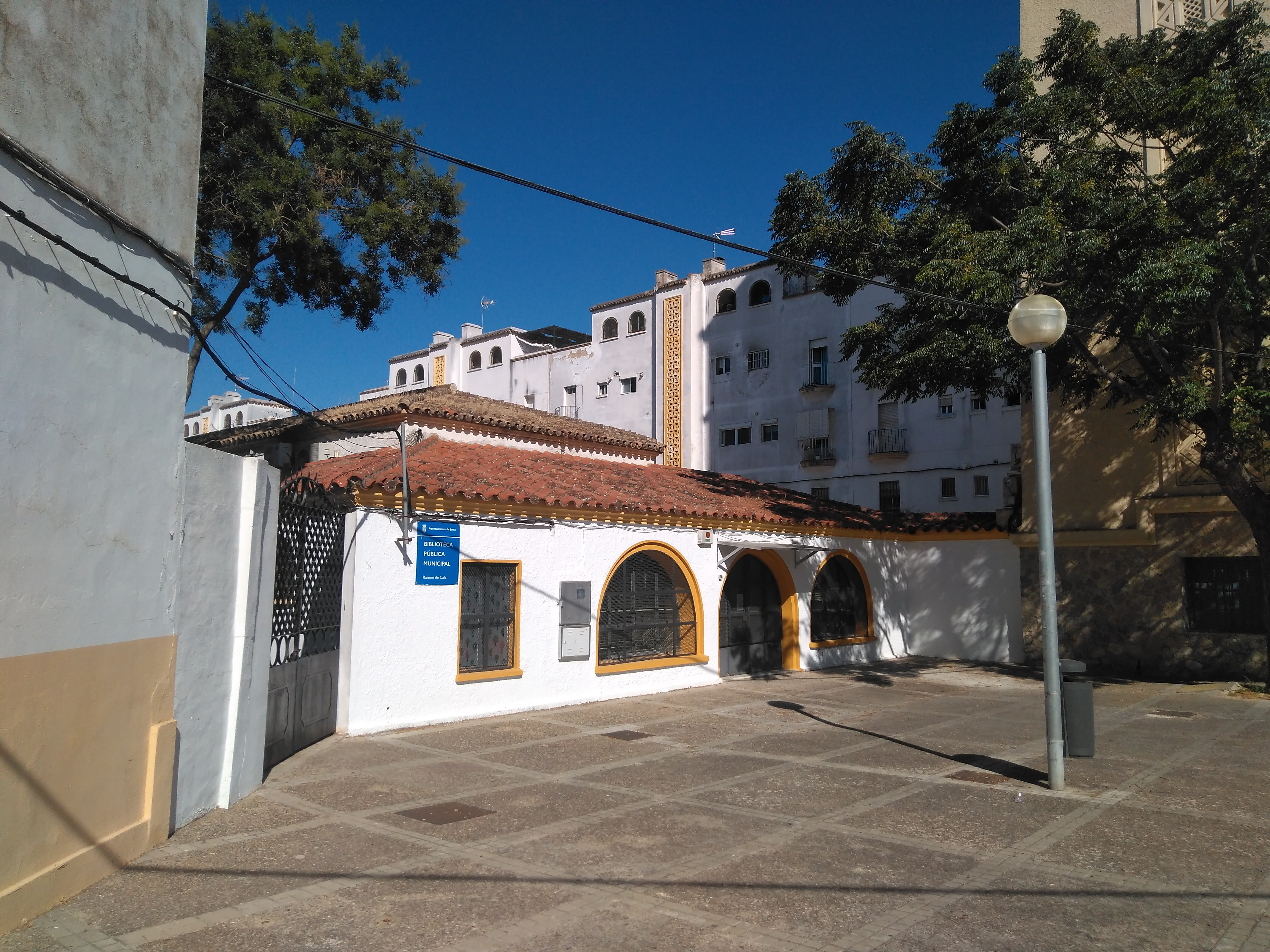
Biblioteca Ramón de Cala en Jerez de la Frontera

En su ciudad natal tiene una calle, un monumento y una biblioteca con su nombre.
La actual plaza Cruz Vieja de Jerez llevaba su nombre, así lo recogía una placa de porcelana azul que fue respetada durante más de setenta años, hasta 1980, año en que el ayuntamiento la quitó de su lugar. En 2002, con motivo del centenario de su muerte, se le erigió un busto en la contigua plaza de Antón Daza.